# Igreja do Sacrário (Granada)

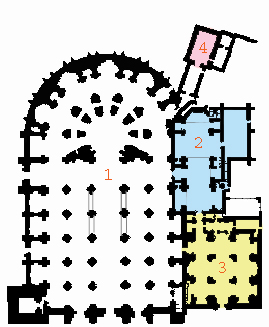
Planta da Catedral de Granada
1. Catedral
2. Capela Real
3. Igreja do Sacrário
4. Sacristia

A Igreja do Sacrário da Catedral de Granada (em castelhano: Iglesia del Sagrario de la Catedral de Granada) é uma capela sacramental, dedicada à reserva e custódia de hóstias consagradas, anexa à Catedral de Granada. Além disso, é sede de uma freguesia com jurisdição sobre o bairro urbano circundante. Está anexado à catedral e tem a sua entrada principal pela Praça Alonso Cano, bem como uma entrada interna que liga diretamente ao lado da Epístola do transepto secundário da catedral.

## História
Após a Reconquista, em 1501, a principal mesquita que se situava na Medina desde o século XI foi transformada numa igreja paroquial dedicada a Nossa Senhora do Ó. Em 1526, albergou temporariamente a sede da catedral.
O projeto da igreja já estava contemplado por Diego de Siloé quando assumiu as obras da Catedral em 1528. Siloé era favorável à adição de um claustro ao templo, mas esta ideia foi descartada no século XVIII. Em 1661, foi construído um pátio com três claustros, mas em 1704, foi necessário demolir o que restava do antigo edifício para se iniciarem as obras da igreja. Em 1705, o arcebispo Martín de Ascargorta encomendou as obras a Francisco Hurtado Izquierdo, que iniciou a construção no espaço ocupado pela antiga mesquita principal, demolindo o que restava dessas instalações. Hurtado adaptou o seu projeto ao estilo renascentista da catedral, abandonando as tendências rococó do seu tempo para conseguir uma integração harmoniosa com o complexo. As obras foram interrompidas pouco depois por falta de recursos e reiniciadas em 1717 sob a direção de José de Bada y Navaja. Em 1745, as abóbadas e o transepto foram concluídos. Em 1759 o templo foi aberto ao culto. Durante a sua construção, o edifício foi adaptado para servir de local de culto e de enterramento.

## Arquitectura
O templo tem uma planta quadrada circunscrita por uma cruz grega, com pilares principais de ordem composta que suportam a cúpula central. Os braços da cruz são cobertos por abóbadas de arestas, e os cantos da igreja são cobertos por abóbadas de arestas. O seu interior destaca-se pela ampla concepção espacial, que surpreende pela sequência de sucessivas abóbadas e cúpulas esféricas, profusamente decoradas com relevos. Todas estas abóbadas e cúpulas assentam em grossos pilares, alguns independentes e outros presos às paredes do perímetro, que são cobertas por grandes colunas embutidas de estilo coríntio e fustes canelados que lhes estão presos.
A fachada, feita em pedra da Serra Elvira, destaca-se pela sua sobriedade, com paredes lisas e um portal simples de dois andares com três corpos: um corpo central largo e dois laterais mais estreitos. Embora o projeto original incluísse duas portas laterais adicionais com colunas salomónicas, estas nunca foram construídas; as colunas foram vendidas ao palácio Bibataubín, e a porta principal manteve-se como único acesso. O corpo inferior possui um arco de volta perfeita que serve de porta de acesso ao templo, ladeado por colunas coríntias duplas sobre pedestais altos e salientes; O corpo superior inclui ainda colunas laterais duplas encimadas por frontões triangulares e três nichos no espaço central, com esculturas de São Pedro, sendo o central maior, e de Santo Ibón, pela sua devoção à Eucaristia, e São João Nepomuceno, pela sua relação com o sacramento da penitência, nos laterais mais pequenos, obras de Agustín de Vera Moreno. A estrutura é coroada por um frontão curvo. Este desenho austero, dominado por linhas retas, é o resultado da modificação do projeto original de Hurtado Izquierdo, levada a cabo por José de Bada, que adotou um estilo mais sóbrio e contido.

Na Rua dos Ofícios, existe uma entrada lateral com um portal muito simples, ladeado por pilastras que emolduram a porta. Acima do lintel, destaca-se um medalhão com cálice. Acima, um grande frontão curvo coroa a estrutura. No nível superior, existe uma varanda que alberga uma custódia.

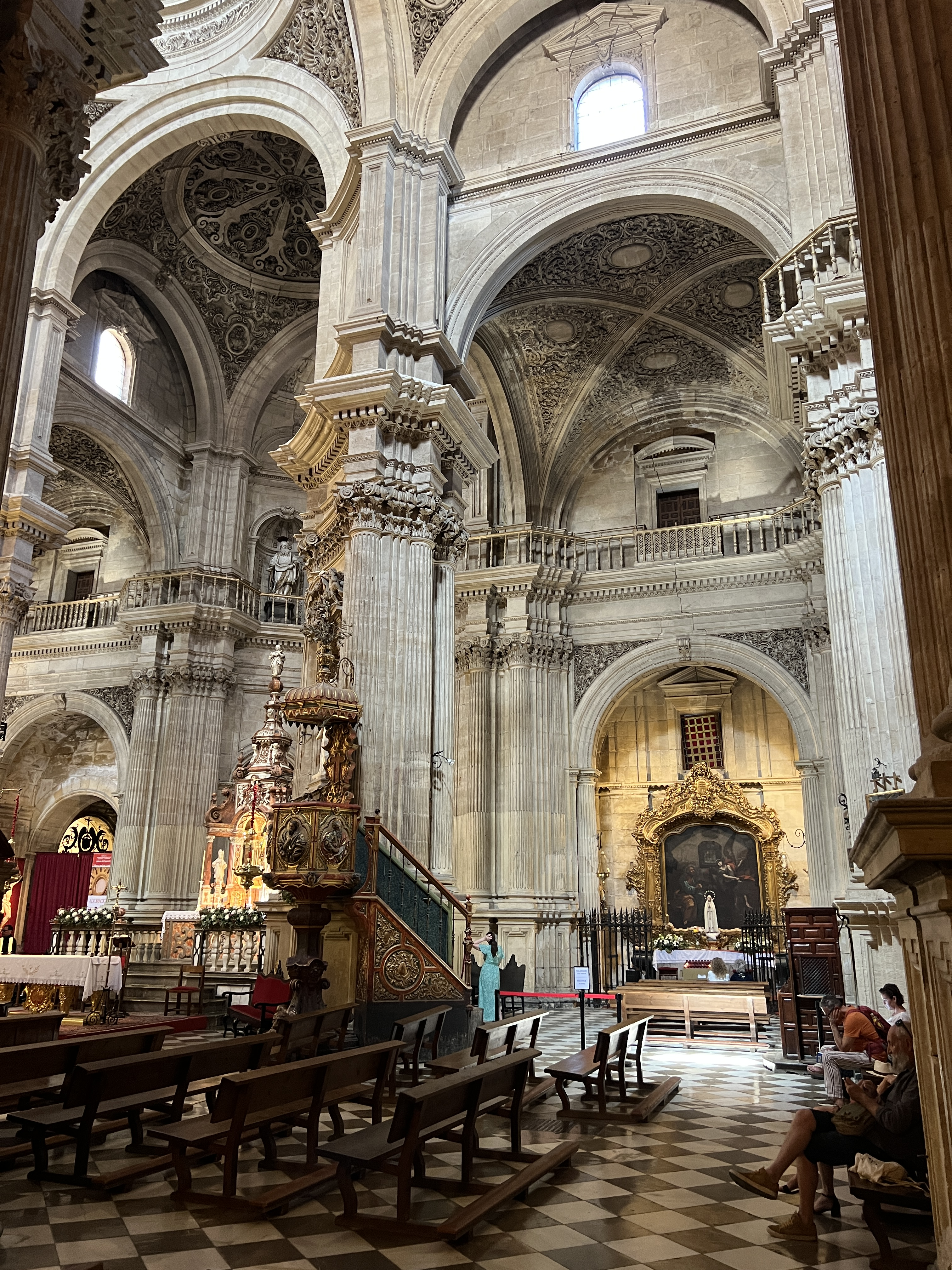
esizquerda

## Interior
A decoração interior é sóbria, com relevos e molduras em pedra lavrada, para além de um sacrário em mármore policromado da autoria de José de Bada, executado em meados do século XVIII. Apresenta uma estrutura piramidal adornada com medalhões representativos, como vasos com lírios, a tiara com as chaves de São Pedro e a figura da Imaculada Conceição no topo. Todo o conjunto é completado com pormenores característicos da época, como formas curvas, querubins e motivos vegetalistas. Atualmente contém uma reprodução da Imaculada Conceição do mestre Alonso Cano. Destacam-se ainda o sacrário e os retábulos, obras de José de Mora e Pedro Tomás Valero. A ornamentação do espaço reflete o estilo artístico da época, combinando elementos geométricos e naturalistas. A planta da igreja adota uma disposição em cruz grega, com braços terminando em absides poligonais cobertas por abóbadas de arestas e um transepto coroado por uma cúpula hemisférica. A base do púlpito inclui figuras de um cão e de uma pantera, esculpidas por Pedro Tomás Valero, que também fez relevos representando os arcanjos Miguel e Gabriel por cima das portas da sacristia, mostrando o primeiro como defensor da fé e o segundo como mensageiro celestial. Os pendentes do transepto apresentam trabalhos de folhagem emoldurando esculturas dos Evangelistas em mármore branco, obras de Agustín de Vera Moreno, que se localizam acima de nichos nos pilares principais. Acima, acima do entablamento das paredes do perímetro, pode ver-se uma bela galeria balaustrada que percorre todo o perímetro da igreja. No seu interior encontram-se interessantes pinturas dos séculos XV e XVI, bem como uma pia batismal renascentista, considerada uma obra-prima atribuída a Francisco Florentín. Esta pia batismal, construída entre 1520 e 1522, é esculpida em mármore branco e decorada com delicados motivos renascentistas e o brasão do Arcebispo Antón de Rojas, o autor da sua construção.
A igreja possui um órgão neoclássico localizado no coro, na galeria alta em frente ao altar, que foi construído entre o final do século XVIII e o início do século XIX. O seu autor é desconhecido, embora seja atribuído a Guillermo D'Enoyer ou Miguel González Aurioles. O instrumento destaca-se pela fachada, que apresenta três castelos de tubos na parte frontal e mais dois nas laterais, decorados com entalhes de instrumentos musicais. Após uma série de transformações, incluindo a deslocação da consola para a balaustrada do coro, o órgão está atualmente desativado e inoperacional, embora mantenha os seus registos de balcão de madeira originais.

### Capelas
O templo alberga várias capelas. Entre elas estão as dedicadas a São João de Deus, São Cecílio e a Capela de Pulgar, cedida por Carlos V a Hernán Pérez del Pulgar em memória do seu feito de 1490. Esta capela alberga um pequeno retábulo de estilo renascentista, com pinturas representando a Sagrada Família e cenas com temas bíblicos. Uma inscrição comemorativa da doação histórica da capela está também preservada. Nas capelas laterais do transepto encontram-se dois retábulos barrocos de maiores dimensões, da autoria de Nicolás Moya. A da esquerda inclui um grupo escultórico do Calvário de Diego de Aranda, obra que, segundo a tradição, inclui um Cristo a coroar São João de Deus com a sua própria coroa de espinhos. O retábulo da direita alberga uma imagem da Virgem dos Remédios, uma talha do século XVI, que esteve outrora ligada a uma importante irmandade do antigo templo-mesquita.

### Grutas
A igreja alberga os túmulos de figuras notáveis, incluindo o de Hernán Pérez del Pulgar, que ficou conhecido por pregar um pergaminho com a inscrição "Ave María" na porta da mesquita em 1490; Hernando de Talavera, primeiro arcebispo de Granada, cujo túmulo se situava originalmente à direita do altar-mor antes da demolição do edifício, embora alguns vestígios se tenham perdido durante a construção da igreja; os túmulos de Pedro de Granada e do seu filho Alonso, da linhagem Granada Venegas, a quem a rainha Isabel concedeu a capela privada onde foram sepultados em 1503. Foram ainda encontrados os túmulos de Pedro Ramiro de Alva, cuja lápide se conserva na Sé; do cronista Pietro Martire d'Anghiera; pelo arquiteto Ambrosio de Vico, e por Ana de Santotis, primeira mulher de Diego de Siloé. Durante a construção da igreja, alguns vestígios foram perdidos, incluindo o túmulo de Hernando de Talavera, que se encontrava à direita do altar-mor antes da demolição do edifício.

### Cripta
A cripta da igreja do Sacrário reproduz a planta em cruz grega do templo. O transepto é coberto por uma cúpula hemisférica, suportada por pilares formados por meias-colunas de ordem composta. As paredes do perímetro têm contrafortes internos com capelas entre eles. A construção é simples, com paredes feitas de pedra tufo de Alfacar e abóbadas de berço rebaixadas. Era utilizado como ossário, transferindo restos mortais de túmulos do antigo Tabernáculo. O acesso atual é feito por duas escadas nas capelas da igreja.
| {{{caption}}} |
| Cúpula        |

| {{{caption}}} |
| Tabernáculo   |

| {{{caption}}} |
| Altar         |

| {{{caption}}} |
| Calvário      |

- Este artigo foi inicialmente traduzido, total ou parcialmente, do artigo da Wikipédia em castelhano cujo título é «Iglesia del Sagrario (Granada)», especificamente desta versão.